# Рокеры (фильм, 1978)
«Рокеры» (англ. Rockers) — ямайский художественный фильм 1978 года, поставленный режиссёром Тедом Бафалукосом. В фильме приняли участие многие популярные регги-исполнители в роли самих себя, в том числе Леруа «Horsemouth» Уоллес, Burning Spear, Грегори Исаак, Big Youth, Dillinger и Джейкоб Миллер.

## Сюжет
Барабанщик Леруа Уоллес по прозвищу Хорсмаут (Horsemouth с англ. — «Лошадиный рот») занимает у друзей деньги для покупки мотоцикла. Байк ему нужен для работы — он распространяет свежие музыкальные пластинки по музыкальным лавкам и площадкам. На одной из вечеринок, во время полицейской облавы, кто-то во время суматохи угоняет его мотоцикл. Хорсмаут решает не обращаться за помощью к «вавилону» и проводит поиски самостоятельно. В ходе поисков он обнаруживает, что мотоцикл хранится на складе со множеством других ворованных вещей. Он понимает, что здесь действует целая «мафия». С несколькими своими друзьями он пробирается на склад и возвращает свой байк. Через какое-то время люди «мафии» выслеживают его и избивают. Тогда Леруа решает собрать побольше людей и вломиться на склад, для того чтобы отомстить «капиталистам».
Сюжет разворачивается на фоне бытовой жизни трущоб и растафарианской культуры.

## В ролях
- Леруа Уоллес («Horsemouth») — играет себя
- Ричард Холл («Dirty Harry») — играет себя
- Моника Крэйг — Мэджи
- Марджори Норман — Саншайн
- Джейкоб Миллер[англ.] — играет себя
- Грегори Айзекс — играет себя
- Уинстон Родни («Burning Spear[англ.]») — играет себя
- Фрэнк Доудинг («Kiddus I») — играет себя
- Робби Шекспир — играет себя
- Мэнли Бьюкэнэн («Big Youth») — играет себя
- Лерой Смарт — играет себя
- Лестер Баллокс («Dillinger[англ.]») — играет себя
- Эшли Харрис — Хигер
- Тревор Дуглас — Легго Бист
- Херман Дэвис — Бонго Херман
- Лоуренс Линдо («Jack Ruby») — играет себя

## Производство
Фильм изначально планировался как документальный, но превратился в полнометражный художественный. Он был снят за два месяца, на его производство ушло 500 тысяч ямайских долларов.
В фильме большинство героев играют самих себя. Например, Леруа «Horsemouth» Уоллес в фильме живёт в своём собственном доме, в роли его жены — его жена, а в роли его детей — его дети. Звукозаписывающая студия в фильме — это Harry J Studios, где в течение 1970-х годов записывались многие исполнители жанра регги, включая Боба Марли. В фильме также показана реальная история записи песни «Graduation In Zion» исполнителем Kiddus I, которую он записывал в тот момент, когда съёмочная группа посещала студию.

## Выход на экраны
Премьера фильма состоялась в 1978 году на кинофестивале в Сан-Франциско. В 1980 году фильм вышел в прокат в США. Фильм сопровождается английскими субтитрами (как и фильм «Тернистый путь») для понимания со стороны иностранной аудитории ямайского креольского языка.

## Оценки
В своей рецензии на сайте DVD Talk Дэйвид Уокер положительно отозвался о фильме, в котором, по словам критика, режиссёр Тед Бафалукос передал сердце и душу музыки регги. Заметив, что сюжет фильма не отличается глубиной и оригинальностью, заимствуя из множества известных произведений, таких как «Похитители велосипедов» и легенда о Робин Гуде, Уокер утверждает, что ценность музыкального фильма такого плана заключается не столько в сюжете, сколько в его саундтреке.
Высокой оценки удостоил фильм историк регги Роджер Стеффенс, который впервые посмотрел картину в 1980 году, а в 2013 подтвердил своё мнение, после повторного просмотра.